# Llista de topònims de Tesà
Llista de topònims (noms propis de lloc) de Tesà (Rosselló).
Informació actualitzada per un bot. Els canvis manuals es perdran quan s'actualitzi!

## Misc
| imatge | Nom                                    | Ubicat a | instància de                          | Detalls                                           | coordenades                                                                        | Protecció | Commons (més fotos)          | Dades a WD                    |
| ------ | -------------------------------------- | -------- | ------------------------------------- | ------------------------------------------------- | ---------------------------------------------------------------------------------- | --------- | ---------------------------- | ----------------------------- |
|        | Castell de Tesà                        | Tesà     | castell                               |                                                   | 42° 38′ 16″ N, 2° 57′ 08″ E / 42.637696111111°N,2.9520961111111°E 13.1 msnm        |           |                              | Modifica les dades a Wikidata |
|        | Sant Pere de Tesà                      | Tesà     | església Ús: església                 | Estil: arquitectura romànica Dedicat a: Sant Pere | 42° 38′ 19″ N, 2° 57′ 07″ E / 42.6385°N,2.95183°E 14.1 msnm                        |           | Église Saint-Pierre de Théza | Modifica les dades a Wikidata |
|        | casa de la vila de Tesà                | Tesà     | instal·lació Ús: seu del govern local |                                                   | 42° 38′ 19″ N, 2° 57′ 08″ E / 42.6387420355762°N,2.95222752554925°E fr:66200 THEZA |           | Town hall of Théza           | Modifica les dades a Wikidata |
|        | cementiri de Tesà                      | Tesà     | cementiri                             |                                                   | 42° 38′ 24″ N, 2° 57′ 01″ E / 42.64°N,2.9504°E                                     |           |                              | Modifica les dades a Wikidata |
|        | monument als morts a la guerra de Tesà | Tesà     | memorial de guerra baix relleu        | Creador: Ferenc Vanczák                           | 42° 38′ 18″ N, 2° 57′ 10″ E / 42.6384°N,2.9527°E Tesà                              |           |                              | Modifica les dades a Wikidata |